# NGC 2351
NGC 2351 (بالفرنسية: NGC 2351)‏ الذي يرمز له بالرمز NGC 2351، هو نجم، في كوكبة وحيد القرن.

## الاكتشاف
اكتشف في 9 مارس 1828، بواسطة جون هيرشل.